# Гарри и Уолтер едут в Нью-Йорк
«Гарри и Уолтер едут в Нью-Йорк» (англ. Harry And Walter Go To New York) — американский кинофильм 1976 года.

## Сюжет
Два провинциальных актёра, Гарри Дайби (Джеймс Каан) и Уолтер Хилл (Эллиотт Гулд), приезжают в Нью-Йорк попытать счастья. Там они устраивают представление с надувательством и по глупости оказываются за решёткой. В тюрьме они знакомятся с матёрым «медвежатником», имеющим на счету не один выпотрошенный крупный банк, Адамом Уорсом (Майкл Кейн). Уорс как раз задумывает очередное ограбление века. Узнав об этом, Гарри и Уолтер не придумывают ничего лучше, как опередить его, воспользовавшись его же планом.
К охотникам за удачей присоединяется Лисса Чеснат (Дайан Китон), репортёр из газеты, также узнавшая о дерзком замысле во время посещения тюрьмы.

## В ролях
- Джеймс Каан — Гарри Дайби
- Эллиотт Гулд — Уолтер Хилл
- Майкл Кейн — Адам Уорс
- Дайан Китон — Лисса Чеснат
- Чарльз Дёрнинг — Руфус Крисп